# Walter Van der Plaetsen
Walter Van der Plaetsen (Sint-Martens-Leerne, 26 juli 1940 – Wilrijk, 17 maart 2024) was een Belgisch politicus voor de VLD / Open Vld. Hij was burgemeester van Wommelgem.

## Levensloop
Hij doorliep zijn secundair onderwijs aan het Sint-Pauluscollege te Gent.
Na de lokale verkiezingen van 1994 werd hij aangesteld als burgemeester van Wommelgem, een ambt dat hij uitoefende tot 2012. Tijdens zijn tweede en derde legislatuur als burgemeester leidde hij een coalitie van VLD en CD&V. In 2018 kreeg hij van zijn opvolger geen plaats in het nieuw te vormen schepencollege en nam hij na 30 jaar afscheid van de gemeenteraad.
In het centrum van Wommelgem bevindt zich het beeldje Morgendauw, het wordt ook wel Klein Walterke genoemd naar de burgemeester. Het is vervaardigd door Paul Pijl uit gerecupereerd Carrara-marmer.
Hij werd 83 jaar oud.